# Vasilij Pukirev
Vasilij Vladimirovič Pukirev (in russo Василий Владимирович Пукирев?) (Governatorato di Tula, 1º dicembre 1832 – Mosca, 1º giugno 1890) è stato un pittore russo. Esponente dello stile realista.

## Biografia
Pukirev nacque da una famiglia di contadini e fu originariamente apprendista di un pittore di icone a Mahilëŭ. Per pura fortuna, fu in grado di iscriversi alla Scuola di pittura, scultura e architettura di Mosca, dove studiò dal 1847 al 1858 sotto la direzione di Sergey Zaryanko e Apollon Mokritsky. Dopo il 1850, fu abilitato come insegnante di arte nelle scuole pubbliche. Nel 1855 gli fu assegnato il titolo di "Artista" e, nel 1858, divenne "Artista libero".
Nel 1860, divenne "Accademico" per storia e pittura di ritratti. Si stabilì in un appartamento vicino alla Scuola di pittura, scultura e architettura di Mosca e vi insegnò fino al 1873. Nel 1862 e nel 1864, viaggiò all'estero per "vedere gallerie d'arte" sotto la sponsorizzazione della Società degli Amatori d'arte di Mosca. Nel 1869, collaborò con Aleksej Kondrat'evič Savrasov per preparare un corso di disegno per l'uso nelle scuole pubbliche. Oltre ai suoi dipinti, creò icone e illustrazioni per le opere di Gogol e Turgenev.
Quattro anni dopo, fu costretto a rinunciare all'insegnamento a causa delle cattive condizioni di salute. Nel 1879, i suoi colleghi artisti si riunirono per fornirgli una pensione modesta, ma morì in povertà e quasi dimenticato nel 1890. È sepolto al Cimitero di Vagan'kovo.

### Matrimonio diseguale

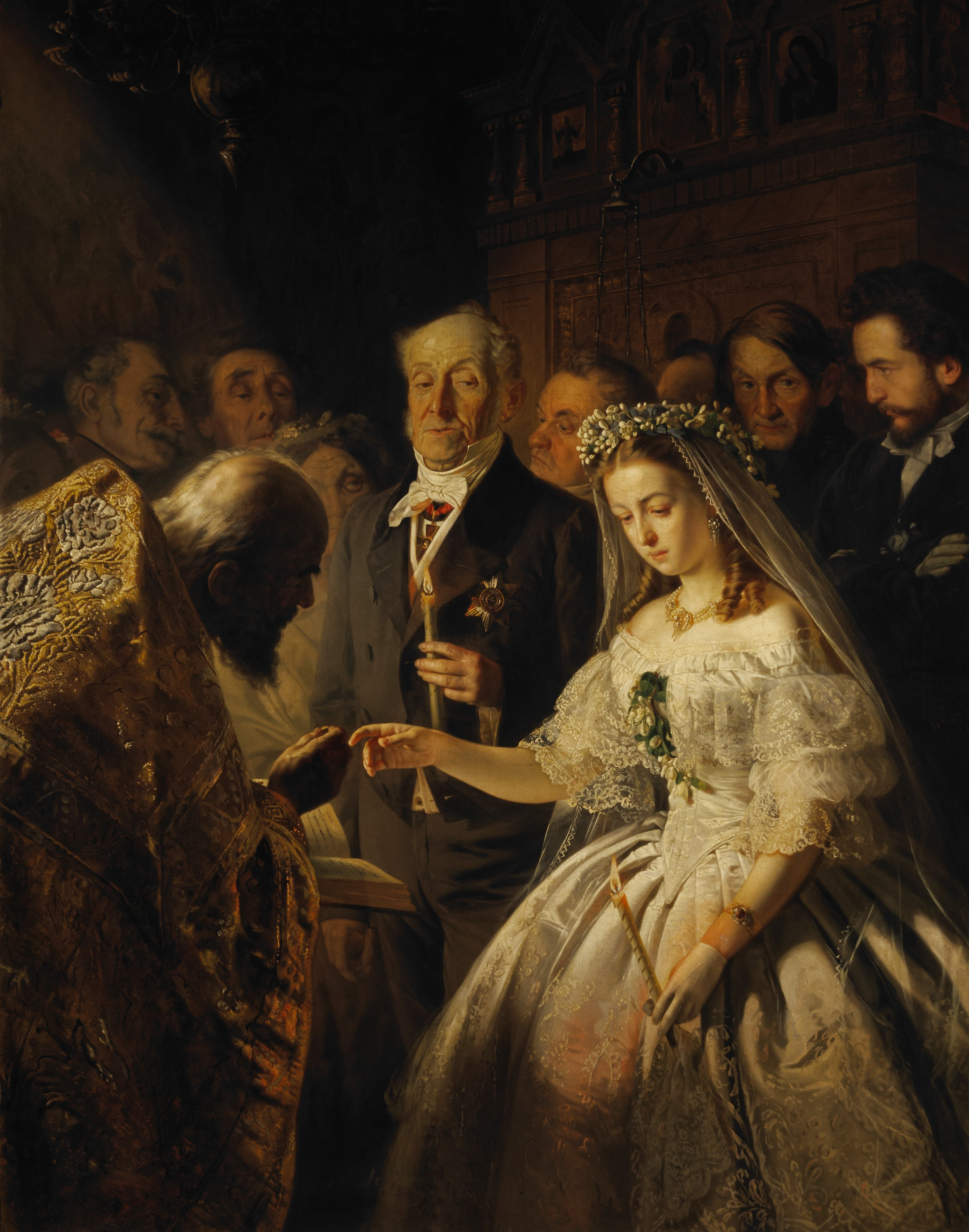
Matrimonio diseguale (1863). L'uomo all'estrema destra è Pukirev.

Il dipinto più noto di Pukirev è "Il matrimonio diseguale". Il pittore appare all'estrema destra della tela (forse come testimone di nozze), dando vita alla storia che rappresenta un episodio di amore perduto nella sua stessa vita. Nel 1863, sulla base di questo lavoro, fu nominato professore onorario presso l'Accademia russa di belle arti. Il dipinto generò anche un acceso dibattito sulla stampa, con i suoi sostenitori che lo elogiano per aver rappresentato un tema serio della vita moderna, a differenza delle solite scene di genere, che tendevano a essere nostalgiche o sentimentali. È attualmente in mostra presso la Galleria Tret'jakov.

## Dipinti

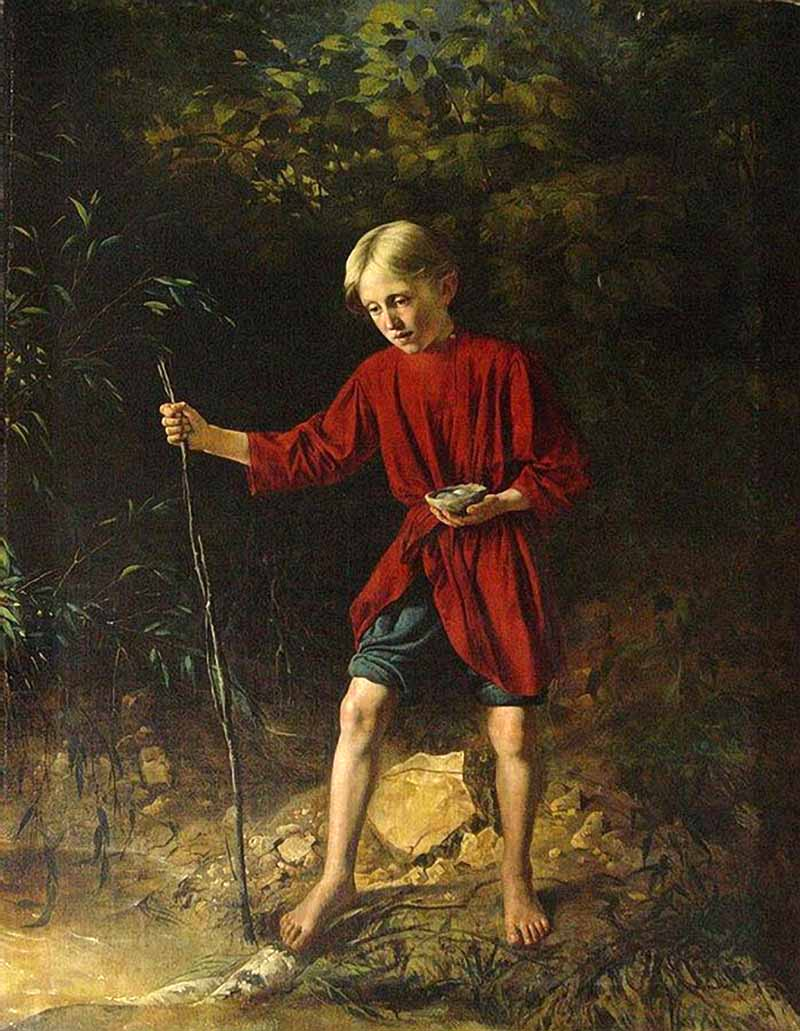
Ragazzo con nido d'uccello (1856)
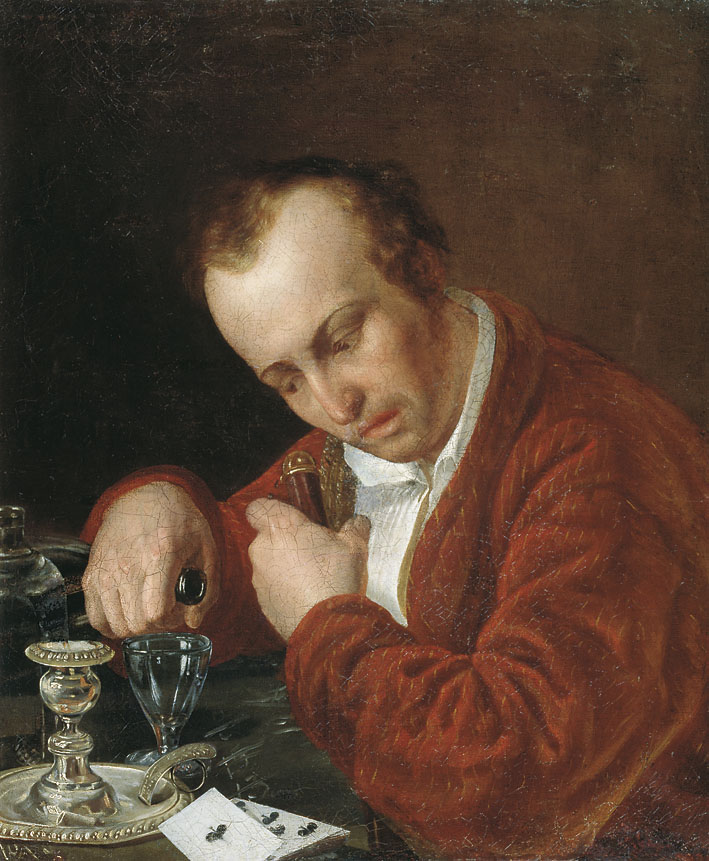
Giocatore d'azzardo (1865)
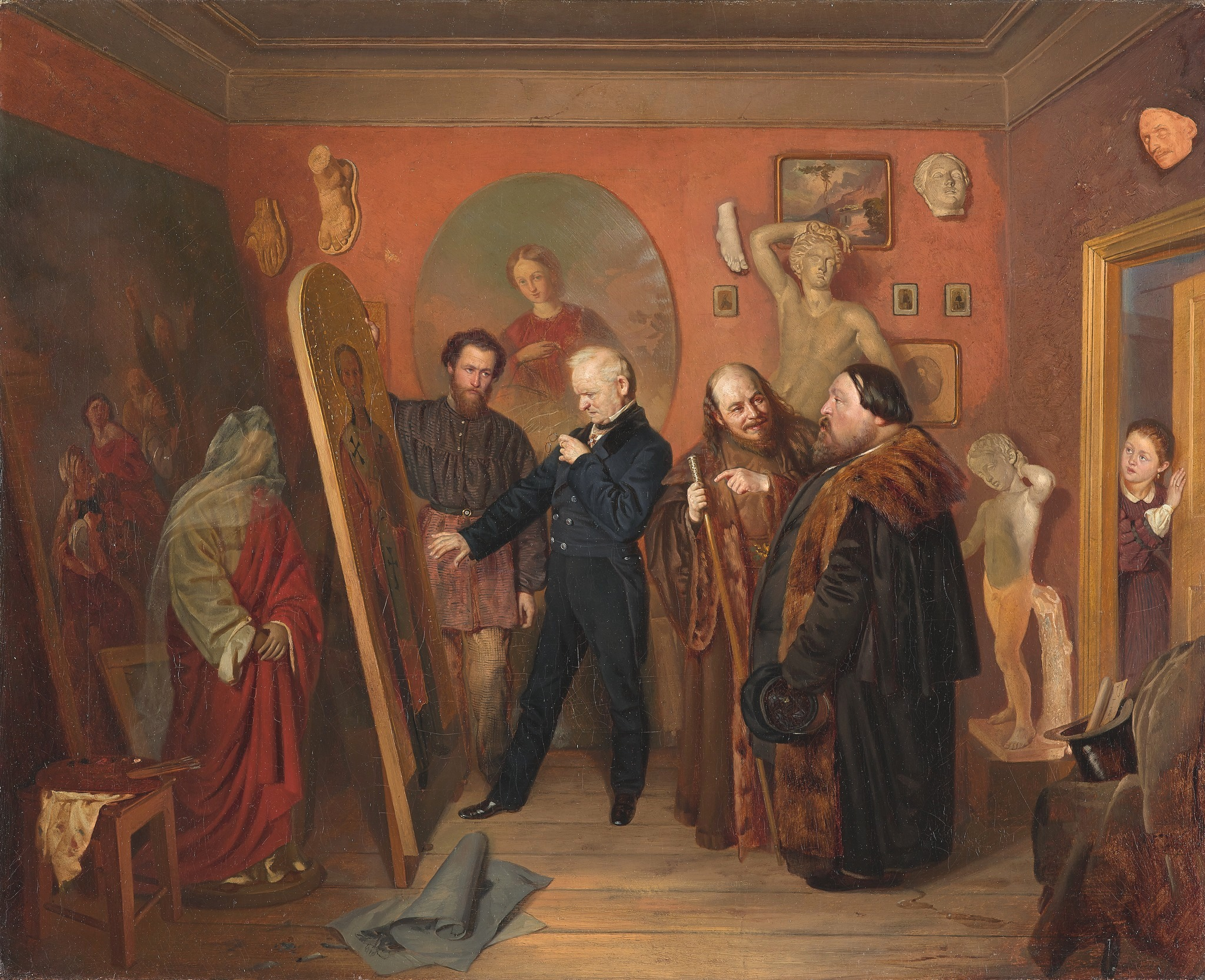
Nello studio dell'artista (1865)
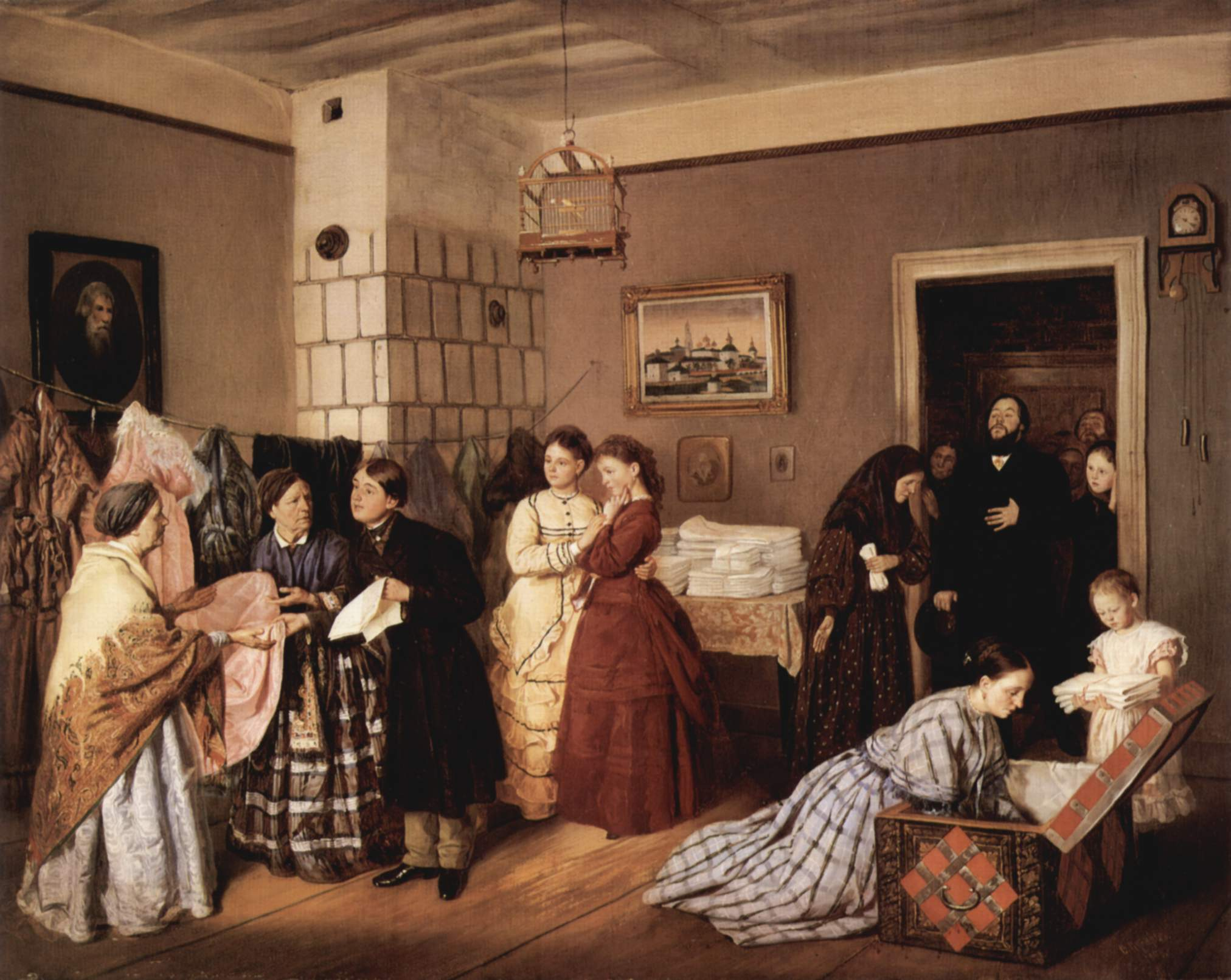
Ricezione della dote in una famiglia di mercanti (1873)
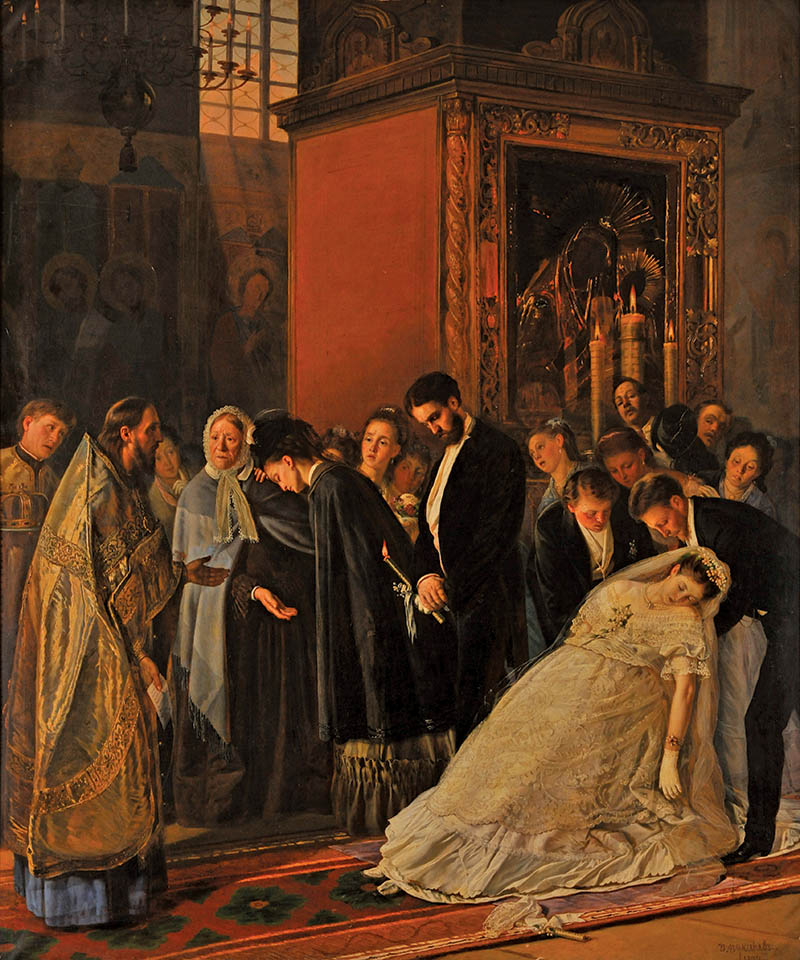
Matrimonio interrotto (1877)